# Averbode (bière)
L'Averbode est une  bière d'abbaye brassée par la brasserie Huyghe située à Melle dans la province de Flandre-Orientale qui se réfère à l'abbaye d'Averbode située dans la commune de Montaigu-Zichem (section d'Averbode) au nord-ouest de Diest dans la province du Brabant flamand.

## Historique
L'abbaye d'Averbode, fondée en 1134 et encore aujourd'hui occupée par une communauté de chanoines prémontrés, a exercé une activité brassicole depuis le XIVe siècle jusqu’au début du XXe siècle. En 2013, elle passe un accord avec la brasserie Huyghe pour produire la bière Averbode.

## Description
Il s'agit d'une bière blonde dorée composée de trois céréales : deux sortes de malt d’orge, de l'avoine et de l'épeautre. Elle est houblonnée à cru (4 sortes de houblon) et refermentée en bouteille. Elle titre 7,5 % en volume d'alcool et arbore le logo Bière belge d'Abbaye reconnue.